# Melnik (Bulgarien)
Melnik [ˈmɛɫnik] (bulgarisch Мелник; griechisch Μελένικο Meléniko) ist die kleinste Stadt Bulgariens mit etwa 180 Einwohnern (im Jahr 2024; in den 1960er Jahren waren es noch etwa 550). Sie liegt im Südwesten Bulgariens, im Bezirk/Oblast Blagoewgrad, Gemeinde Sandanski. Nach ihr ist auch der dunkelrote Melnik-Wein benannt, der in der Umgebung angebaut wird. Neben dem Wein ist die Stadt für die Sandsteinpyramiden von Melnik und für die Architektur im Stil der bulgarischen Wiedergeburt bekannt.
Die Stadt ist ein Touristenzentrum und steht unter Denkmalschutz (Architektur-Reservat), 96 Häuser wurden zu Kulturdenkmälern erklärt. Ihren Status als Stadt behält Melnik trotz der geringen Einwohnerzahl aus historischen Gründen.
Im Laufe der Geschichte gab es in Melnik 70 Kirchen und in der Umgebung vier Klöster. Von den Kirchen werden heute (2009) noch drei genutzt, von nur 21 Kirchen ist der genaue Standort bekannt. Von den Klöstern wird nur noch das Kloster Roschen im eigentlichen Sinne genutzt.

## Geografie

Lagekarte von Melnik

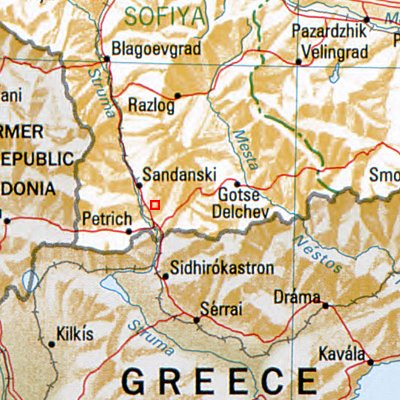
Melnik (rotes Viereck) – Bulgarien – Nachbarorte: Sandanski, Petritsch, Goze Deltschew, Raslog, Blagoewgrad, Pasardschik, Welingrad, Sidirokastro, Serrai, Kilkis

Melnik liegt am Südwestrand des Piringebirges auf 437 Meter Seehöhe (370 Meter bis 450 Meter). Durch Melnik fließt der Melnik-Fluss (bulgarisch Мелнишка река/Melnischka reka), ein linker Zufluss der Struma. Sieben Kilometer von Melnik entfernt – in östlicher Richtung – liegt das Kloster Roschen. Der Fußweg dorthin führt durch das Naturphänomen der Pyramiden von Melnik, die auch unter dem irreführenden Namen Sandsteinpyramiden von Melnik bekannt sind.
Melnik liegt 150 Kilometer südlich der bulgarischen Hauptstadt Sofia, 22 Kilometer südöstlich der Stadt Sandanski und 25 Kilometer nordöstlich von Petritsch. Bis zur griechischen Grenze beträgt die Entfernung 20 Kilometer.
Das Strumatal verläuft zwölf Kilometer westlich von Melnik. Es zieht sich von Nord nach Süd und bildet die Westgrenze von Rila- und Piringebirge. Das Tal der Struma ist bei Melnik bereits weit nach Süden geöffnet, wodurch diese Weingegend von dem günstigen klimatischen Einfluss des Mittelmeeres und der Ägäis beeinflusst wird.
Wegen der südlichen Lage herrscht ein Übergangsklima zum Mittelmeerklima, wobei die Niederschläge im Sommer ihr Minimum und im Winter ihr Maximum erreichen. Die jährliche Niederschlagsmenge beträgt 670 mm.

## Geschichte

### Stadtgründung und frühe Entwicklung
Es gibt keine sicheren Informationen darüber, wann Melnik entstanden ist. Einer der Hauptwege des Balkans, der von Sofia nach Süden, entlang des Strumatals nach Serres und Thessaloniki führt, existierte schon im 7./6. Jahrtausend v. Chr. Melnik lag unweit dieser Hauptverkehrsader.
Ursprünglich lebte in der Region Melnik und Petritsch der thrakische Stamm der Medi (maedi), dem wahrscheinlich auch Spartacus entstammte. Im 3. bis 2. Jahrhundert v. Chr. gab es hier eine thrakische Siedlung. Südlich der heutigen Stadt Melnik, wo später die Festung Melnik stand, hatten die Thraker ein Heiligtum zu Ehren der Jagdgöttinen Artemis/Bendis, sowie ein Augusteum (bulgarisch августейон) das Ende des 4. Jahrhunderts zerstört wurde.
Nach der Kolonisierung der Medi durch die Makedonen wuchs die Siedlung. Während der römischen Epoche (1. bis 4. Jahrhundert) wurde der Ort zum Zentrum einer kaiserlichen Besitzung (saltus). Die Römer hinterließen die noch heute erhaltene alte Römische Brücke. Im 5. bis 6. Jahrhundert stand hier eine frühbyzantinische Festung. Im 6. Jahrhundert gab es hier eine slawische Siedlung.
Nach Meinung von Iwan Dujtschew ist der Name der Stadt rein slawischen Ursprungs. Etymologisch leitet sich Melnik vom altslawischen Wort mel für weißen Lehm/Kreide ab. Damit sind die Felsen der Pyramiden von Melnik gemeint, die die Stadt umgeben.

### Mittelalter

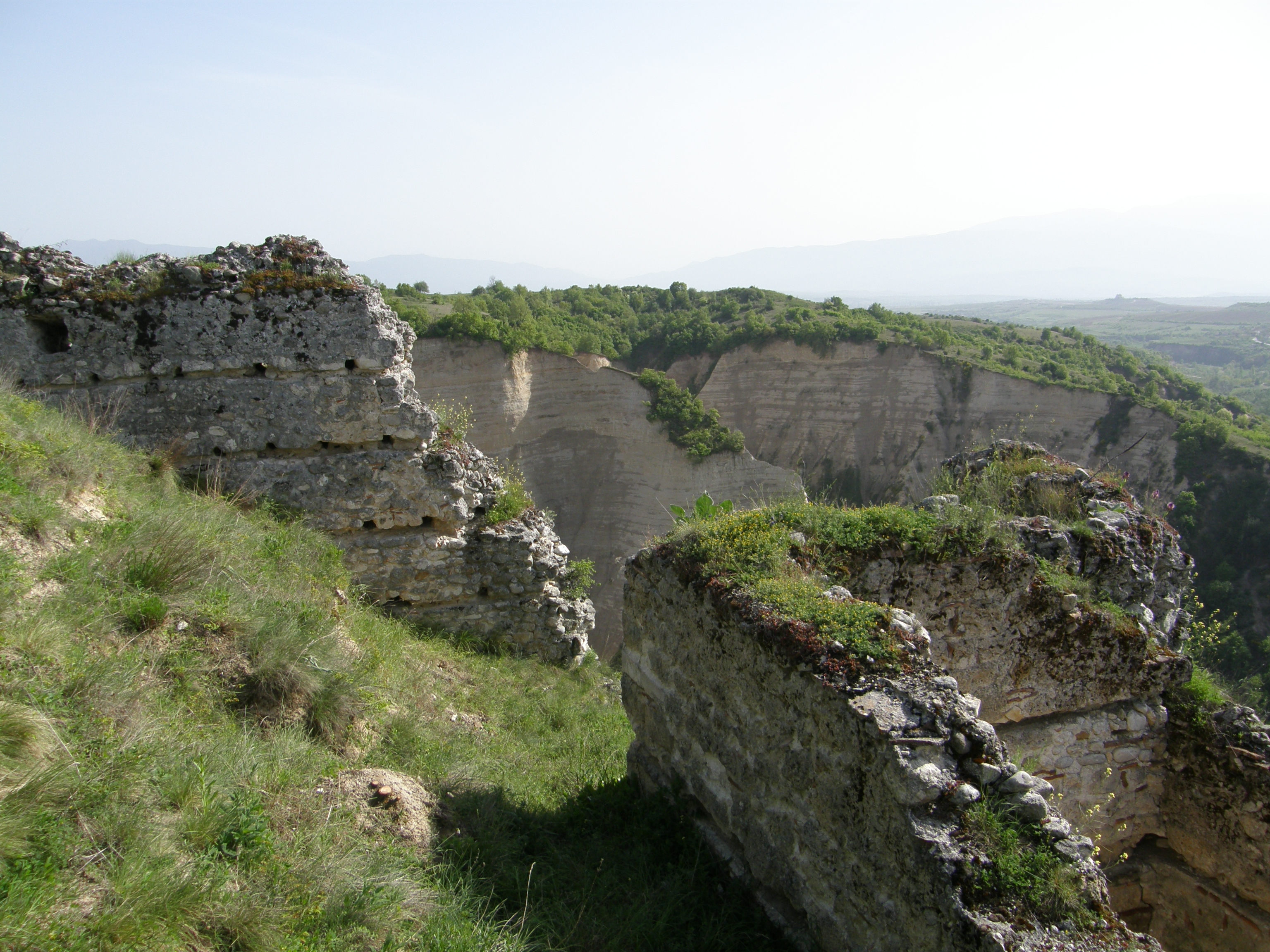
Ruine der Slaw-Festung

Unter Khan Presian I. (836–852) wurde Melnik Teil des Ersten Bulgarischen Reiches und blühte zu dieser Zeit auf. Die Gebiete am Mittellauf der Struma wurden 837 an Bulgarien angeschlossen, als der Vizekhan, (Kawkhan) Isbul (bulgarisch Кавхан Исбул) bei seinem Feldzug hier vorbeikam. Er war mit seinen Truppen auf dem Weg, einen slawischen Aufstand gegen die Byzantiner in Smoljan, am Unterlauf der Mesta, zu unterstützen. Im 8. Jahrhundert und während der meisten Zeit des 9. Jahrhunderts lag Melnik weit im Inneren Bulgariens, fern von großen Ereignissen.
In schriftlichen Quellen wurde Melnik, insbesondere die Festung Melnik, erstmals Anfang des 11. Jahrhunderts erwähnt, als es nach der Schlacht von Kleidion (1014) in das Byzantinische Reich eingegliedert wurde. Ende Juli 1014 nach der Schlacht von Kleidion, die der byzantinischen Kaiser Basileios II. gegen die Bulgaren gewann, spätestens Anfang August, wendete sich der Kaiser mit seinen Truppen gegen Melnik. Die Bevölkerung von Melnik und der Umgebung suchte Schutz in der Festung. Die Byzantiner unternahmen mehrmals den Versuch die starke und fast uneinnehmbare Festung Melnik einzunehmen. Mit List und Überredung gelang es jedoch Basileios II., in die Stadt zu kommen.
Nach der Restauration des bulgarischen Reiches im Jahre 1186 wechselte die Herrschaft über die Grenzstadt mehrfach zwischen dem Byzantinischen Reich und dem Bulgarischen Reich.
Melnik wurde erst wieder 1195 erneut bulgarisch, als nach Angaben des Historikers Niketas Choniates Zar Iwan Assen I. bei einem Feldzug die Gebiete um die Region Serres an das Zweite Bulgarenreich angliederte. Wahrscheinlich wurde gleich danach, Anfang des 13. Jahrhunderts oder sogar noch in den letzten Jahren des 12. Jahrhunderts, Alexius Slaw geschickt, um die ganze weitere Region der Rhodopen einzunehmen und zu kontrollieren. Slaw stammte aus dem Haus Assen und war der Sohn einer Schwester der Zaren Iwan Assen I., Peter und Iwaniza (??) und somit deren Neffe. Der Name der Schwester, seiner Mutter, ist nicht bekannt.
In den ersten Jahren des 13. Jahrhunderts wurde Despot Alexius Slaw (1205–1229) unabhängiger Herrscher der westlichen Rhodopen.
Slaws Sitz war die Festung Melnik, 1209 bis 1230 war die Stadt Hauptstadt seines Despotats (Fürstentum). Von Melnik aus gebot er über die ganzen Rhodopen, die im Volksmund auch die Wälder des Slaws genannt wurden. Er verlegte 1209 seinen Sitz von der Festung Zepina (bulgarisch Цепина) (heute bei dem Dorf Dorkowo – bulgarisch Дорково – Oblast Pasardschik) nach Melnik. Die Ruinen der Festung befinden sich noch heute über Melnik und prägen das Stadtbild.
1211 zerstörte ein schweres Erdbeben einen Teil der Festung und verursachte Risse in den Kirchenmauern. Während der Beseitigung der Schäden der Naturkatastrophe ließ Slaw sehr viel am städtebaulichen Konzept Melniks ändern. Die uneinnehmbare Festung wurde vollständig umgebaut. Sie war bereits im 12. Jahrhundert auf dem höchsten Punkt des Hügels errichtet worden.
Auch die teilweise abgefallenen Wandmalereien der Kirche Sweta Nikola Mirlikijski (bulgarisch Св. Никола Мирликийски, Nikolaus von Myra) wurden wiederhergestellt. Die Kirche war die älteste christliche Kirche von Melnik und eine episkopale Basilika. Seit Anfang des 18. Jahrhunderts trägt die Basilika den Namen dieses Schutzpatrons (siehe weiter unten).
Während Slaws Herrschaft wurde im 13. Jahrhundert das Kloster Heilige Gottesmutter Pantanassa (Pantanassa = Königin von Allem) (bulgarisch Св. Богородица Пантанаса/Sweta Bogorodiza Pantanassa) errichtet. Es war das zweite Kloster in der Stadt. Das Kloster Pantanassa (so die Kurzbezeichnung) wurde bis 1913 genutzt, als die griechische Bevölkerung der Stadt vertrieben wurde. Heute sind vom Kloster nur noch Ruinen übrig. Ein Teil der noch erhaltenen Wandmalereien sind für die bulgarische Kunst dieser Zeit von großer Bedeutung. Die Stifterinschrift lässt eine Datierung der Fresken auf das Jahr 1289 zu, womit sie zeitlich mit der Schaffensperiode von Giotto di Bondone (1266–1337) zusammenfallen, der als der entscheidende Wegbereiter der italienischen Renaissance gilt.
Ebenfalls im 13. Jahrhundert wurde das Kloster Heiliger Charalampos (bulgarisch Св. Харалампий; Charalampos: Bischof von Magnesia, Märtyrer, geboren im 2. Jahrhundert n. Chr. in Antiochia am Orontes in Pisidien, gestorben um 203 in Magnesia am Mäander) errichtet, das sieben Jahrhunderte bestand, bis zum 20. Jahrhundert. Das Kloster lag auf dem Bergplateau Heiliger Nikola, das das Zentrum des mittelalterlichen Melnik war. Im Kloster wurden Kirchenmalereien in zwei Schichten entdeckt, aus dem 13. Jahrhundert und vom Anfang des 18. Jahrhunderts. Einige der restaurierten Fragmente sind im historischen Museum der Stadt Blagoewgrad zu sehen.
Als Despot erhob Alexius Slaw den Hegumen seines Klosters Sweta Bogorodiza Spileotisa Pawel Klawdiopolit (bulgarisch Павел Клавдиополит) zum ersten Metropoliten von Melnik und Serres.
Im Oktober 1207 übernahm Zar Boril, ebenfalls aus dem Hause Assen, die Herrschaft in Bulgarien. Er begann seine Herrschaft mit Repressionen gegen alle seine engen Verwandten, die Anspruch auf den Thron in Tarnowo erheben könnten.  Alexius Slaw, der zu dieser Zeit noch in der Festung Zepina seinen Sitz hatte, sagte sich von seinem Cousin los und erklärte sich zum unabhängigen Herrscher.
Um sich eine starke Unterstützung zu sichern und um sein Land zu festigen, erklärte sich Slaw 1208 zum Vasallen des Lateinischen Kaiserreichs von Konstantinopel unter dem lateinischen Kaiser Heinrich von Flandern. Heinrich war der Bruder des in der Schlacht von Adrianopel (1205) gefangen genommenen lateinischen Kaisers Balduin I. Von den Lateinern erhielt Alexius Slaw den Titel Despot, die Anerkennung seines Landes und die minderjährige, uneheliche Tochter Heinrichs zur Frau.
1208 musste Slaw eine Niederlage hinnehmen. Sein Cousin Zar Boril eroberte Melnik und die Gesamte Region des mittleren Strumatals. Wahrscheinlich 1211 gelang es dem Despoten Alexius Slaw, die Stadt Melnik zurückzuerobern. Welche Bedeutung Slaw der Stadt beimaß, ist daraus ersichtlich, dass er die Hauptstadt seines Landes sofort von Zepina nach Melnik verlegte.
Slaws Frau starb vermutlich 1216, womit auch die Beziehungen zwischen Melnik und Konstantinopel beendet waren.
Slaw kämpfte um den Erhalt seiner Position als Herrscher. Da Zar Iwan Assen II. Tarnowo zu fern schien, setzte Slaw auf Theodoros I. Angelos in Thessaloniki, und heiratete die Tochter dessen Schwagers (Bruder der Ehefrau) Theodoros Petralifa (bulg. Теодор Петралифа).
Theodoros I. war vom Erzbischof von Ohrid, Demetrios Chomatianos, zum Basileus gesalbt worden. Das war ein wichtiges Zeichen, da Slaws angeheiratete Verwandtschaft in Thessaloniki 1224 bereits Anspruch auf den Thron in Konstantinopel erhoben hatte. Jedoch wurde Kaiser Theodoros I. am 9. März 1230 von Iwan Assen II. in der Schlacht von Klokotniza vernichtend geschlagen, gefangen genommen, geblendet und als Vasall nach Thessaloniki zurückgeschickt. Diese Niederlage hatte auch Auswirkungen für Alexius Slaw.
Das Land des Despoten Alexius Slaw bestand nur bis 1230, da es nach der Schlacht von Klokotniza keinen Platz mehr für die Widersacher von Iwan Assen II. gab. Melnik war nach diesen zwanzig Jahren unter dem Einfluss von Slaw nie wieder Hauptstadt eines Gebietes.
Melnik blühte jedoch weiter auf und setzte seinen wirtschaftlichen Aufschwung auch unter Zar Iwan Assen II. fort, dank des zollfreien Handels mit Dubrovnik, das von der Republik Venedig beherrscht wurde.
Nach dem Sieg des Zaren Iwan Assen II. über die Truppen von Theodoros I. in der Schlacht von Klokotniza 1230 wurde Melnik und das umliegende Territorium aus dem Besitz von Alexius Slaw an Bulgarien angegliedert. Einige Historiker nehmen an, dass Slaw danach wieder in seine Geburtsstadt Weliko Tarnowo zurückkehrte.
Mitte des 13. Jahrhunderts fiel Melnik an das Kaiserreich Nikaia.
Michael VIII. Dukas Komnenos Palaiologos, der spätere byzantinische Kaiser, wurde 1246 (1252?) von Kaiser Johannes III. Dukas Batatzes als Gouverneur von Melnik und Serrhai (Serres) eingesetzt. Palaiologos pflegt in Melnik gute Beziehungen zu den Bulgaren.
Im 13. Jahrhundert wurden mehrmals ganze Adelsgeschlechter byzantinischer und bulgarischer Aristokraten nach Melnik verbannt (vom bulgarischen Zaren Kalojan und von den byzantinischen Kaisern), wodurch sich die Zusammensetzung der Bevölkerung und das architektonische Erscheinungsbild der Stadt verändert hat. Viele der herrschaftlichen byzantinischen Häuser wurden bis zum Anfang des 20. Jahrhunderts genutzt. Ihre Ruinen sind bis heute erhalten.
Im 14. Jahrhundert war Melnik für eine gewisse Zeit in das Herrschaftsgebiet des Protosevastos (Sevastos, griechisch Σεβαστός; ehrwürdig) Chreljo (bulgarisch Хрельо, Hrelyo, auch bekannt als Stefan Dragovol/Стефан Драговол) (wahrscheinlich † 1342) integriert. Nach seinem Tod 1342 fiel Melnik für fünfzehn Jahre unter die Herrschaft des serbischen Herrschers Stefan Uroš IV. Dušan, gefolgt von seinem Sohn Stefan Uroš V.

### Osmanisches Reich
Das Osmanische Reich eroberte den Balkan im 14./15. Jahrhundert, was eine lange Periode des Niedergangs in der Region auslöste.
Ende des 14. bis Ende des 19. Jahrhunderts fiel auch Bulgarien unter die Herrschaft des Osmanischen Reiches. Nach 1395 kam Melnik unter osmanische Herrschaft. Die Stadt und seine Umgebung gehörten als eigenständige Nahie (Kommune) zum Sandschak Kjustendil (Unterabteilung einer Großprovinz), Großprovinz/Vilâyet Rumelien.
In einem Ferman (Verordnung) von 1604 wurde Melnik bereits als Zentrum der Kaza (Gerichtsbezirk) erwähnt. Unter dem Namen Melnik wurde die Stadt in einer Reihe von osmanischen Finanz-, Steuer- und Gerichtsdokumenten von Anfang des 17. bis Ende des 19. Jahrhunderts erwähnt.

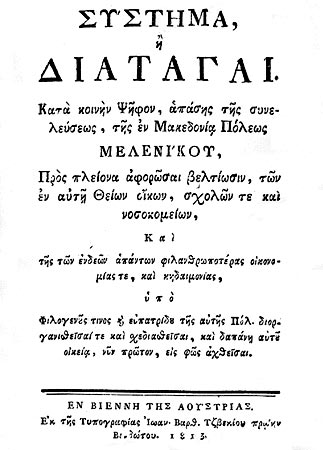
Die Melnik-Charta von 1813

In den ersten Jahrhunderten der osmanischen Herrschaft verfiel Melnik, blühte dann aber Ende des 18./Anfang des 19. Jahrhunderts dank der Tabakerzeugung und Weinherstellung wieder auf. Der Wein wurde nach ganz Europa exportiert, besonders aber nach England und Österreich. Die bekanntesten Großhändler in Melnik sind die Familie Kordopoulos, deren Haus (siehe unten) und Weinkeller in ein Museum umgewandelt wurden. In der Stadt gab es über siebzig Kirchen und in der Umgebung vier Klöster (unter anderem das Roschenkloster). Melnik hatte drei Knabenschulen, von denen eine bulgarisch und zwei griechisch waren, sowie eine Mädchenschule, in denen die Kinder der bevölkerungsreichen Stadt während der Periode der Bulgarischen Wiedergeburt erzogen wurden. In der Stadt gab es auch eine gut ausgestattete Bibliothek. Melnik war ein Zentrum der Handwerkskunst, insbesondere der Kirchendekoration und Holzschnitzerei.
1829 beschädigte ein schweres Erdbeben die Stadt stark; sie war 1211 schon einmal durch ein schweres Erdbeben stark in Mitleidenschaft gezogen worden.
1845 schrieb der russische Slawist Wiktor Grigorowitsch (Виктор Иванович Григорович) über Melnik: „Melnik, dessen Bewohner Bulgaren sind, haben sich völlig die griechische Sprache angeeignet. Es gibt 26 große und kleine Kirchen und zwei griechische Schulen.“
1873 gab es in Melnik 3810 Bewohner in 1030 Haushalten. Die Bewohner waren Moslems (650), Bulgaren (2600) und Griechen (560).
Melnik wurde während des Russisch-Osmanischen Krieges von 1877/1878 von der Russischen Armee eingenommen. Die Osmanische Herrschaft war aber nur kurz beendet, da nach einigen Monaten (nach dem Berliner Kongress von 1878) Melnik wieder dem Osmanischen Reich zugeschlagen wurde. Die Stadt war dann bis 1912 das Zentrum einer Kaza (Gerichtsbezirk) im Sanschak Serres, in der osmanischen Großprovinz/Vilâyet Selanik/Saloniki (Thessaloniki).
Melnik hatte im Jahr 1880 22.000 Einwohner, von denen 18.000 Griechen, 2.000 Türken und 2.000 Bulgaren waren. Damit war Melnik zu jener Zeit eine der größten Städte Bulgariens.
In der zweiten Hälfte des 19. Jahrhunderts verfiel Melnik allmählich. Es lag abseits der Hauptverkehrsader, die durch das Strumatal führte. Ein Teil der Bewohner siedelte nach Serres (heute Griechenland), Gorna Dshumaja (heute Blagoewgrad) und andere bulgarische Städte um.
Um 1900 bestand die Bevölkerung der Stadt aus 4330 Personen, von denen 500 Bulgaren, 950 Türken, 2650 Griechen, 20 Wlasen und 200 Zigeuner waren.
In den ersten Jahrzehnten des 20. Jahrhunderts gehörte fast die gesamte Bevölkerung Melniks zum Patriarchat von Konstantinopel. In der Stadt gab es im Jahr 1905 40 bulgarische Exarchisten, 220 bulgarische Patriarchisten-Graekomanen und 3825 Griechen. Es gab eine bulgarische Grundschule mit Progymnasien und zwei griechische Grundschulen mit zwei Progymnasien.

### Balkankriege 1912–1913
Im Ersten Balkankrieg töteten türkische Truppen südlich von Melnik, in der Gegend Grosni dol (bulgarisch Грозни дол), 26 vorher verhaftete bulgarische Geiseln, die prominente Persönlichkeiten der Region waren. Anschließend flüchtete die muslimische Bevölkerung vor den einrückenden bulgarischen Kräften in Richtung Serres. Noch am selben Tag, dem 17. Oktober 1912, beendete Jane Sandanski mit seiner Tscheta die osmanische Herrschaft und verleibte Melnik Bulgarien ein. Als er vom Massaker erfuhr, ließ er das muslimische Viertel zerstören und niederbrennen. Zwei ältere Männer und zwei Frauen, die dort geblieben waren, wurden getötet. Einen vorgefundenen neunjährigen Jungen übergaben sie örtlichen Roma, die ihn aus der Stadt brachten und dann mit zwei, drei Dolchstichen töteten. Doch der verletzte Knabe überlebte den Mordversuch, kehrte blutend in die Stadt zurück und wurde dann endgültig vom Chef-Henker Sandanskis Truppe namens Kjosse ermordet. Nicht nur aus der Stadt Melnik, sondern auch aus der Mehrheit der umliegenden muslimischen Dörfer war die Bevölkerung geflüchtet. Auf Befehl Sandanskis wurden auch jene geplündert und zerstört.
Nach dem Zweiten Balkankrieg einigten sich die ehemaligen Verbündeten des Ersten Balkankrieges im Frieden von Bukarest
zum Nachteil Bulgariens auf die Aufteilung Mazedoniens. Der griechische König legte so großen Wert auf die Stadt Melnik, dass er Kavala als Tausch für Melnik anbot, was die Großmächte jedoch ablehnten.
Die griechische Bevölkerung wurde in die nächste Stadt hinter der Grenze (Sidirokastro) nach Griechenland umgesiedelt. An ihrer Stelle wurden bulgarische Flüchtlinge aus der Präfektur Thessaloniki, der Präfektur Serres, der Präfektur Drama und anderen Teilen der griechischen Region Makedonien (Ägäis-Makedonien) angesiedelt.
Bei Ende des Zweiten Balkankrieges 1913 verließ die griechische Bevölkerung auf Anordnung der griechischen Regierung Melnik und siedelte sich in Griechenland an. Die Anweisung wurde gegeben, nachdem bekannt wurde, dass Melnik in Bulgarien verbleiben sollte. Die Stadt, die während des größten Teils ihrer Geschichte griechisch war, wurde praktisch von der griechischen Bevölkerungsmehrheit aufgegeben. Nach bulgarischer Lesart wurde die Bevölkerung vom griechischen Militär zum Verlassen der Stadt gezwungen.
Es wurden Automobile und Pferdewagen zur Verfügung gestellt, um der griechischen Bevölkerung zu ermöglichen, ihr Hab und Gut nach Demir Hisar (Sidirokastro) mitzunehmen.
Auf Anweisung der Offiziere wurden die Waren der großen bulgarischen Läden, die Temelko Haschijanew and Konstantin Poptatschew gehörten, geplündert. Die kleineren bulgarischen Geschäfte in Melnik und die Privathäuser der Bulgaren wurden von der griechischen Bevölkerung geplündert. Auf ihrem Weg nach Griechenland brannten die Griechen die bulgarischen Dörfer nieder, durch die sie kamen. Nur die abgelegenen kleinen Dörfer im Gebirge blieben von den Flammen verschont.
Beim Auszug der Griechen nahmen diese alle Archivmaterialien und wertvollen Kirchengegenstände mit. Deshalb sind heute die meisten historischen Spuren Melniks in den Archiven der Klöster von Athos und in der Griechischen Nationalbibliothek in Athen zu finden.
Die meisten griechischen Flüchtlinge zogen nach Sidirokastro, wenige nach Serres und Thessaloniki.
Während des Ersten Weltkrieges hat Professor Wassil Slatarski 1916 als Teilnehmer einer wissenschaftlichen Aufklärungsexpedition im Auftrag des Generalstabes der bulgarischen Armee in den von den Bulgaren wiedereroberten Gebieten in Mazedonien und der Region Pomoravlje auch die Stadt Melnik besucht. In seinem Bericht für den bulgarischen Generalstab schrieb er:

„… heute ist diese Stadt eine wahre Ruinenlandschaft. Von den 2000 Häusern (ungefähr 10.000 Personen) kann man jetzt kaum noch 200 Häuser zählen, in denen Menschen wohnen. Alles andere ist entweder völlig zerstört oder halbzerstört vom Feuer. Oder aber die Häuser sind noch fast intakt, aber ohne Fenster und Türen und überhaupt ohne Holz. Bei Befragungen erfuhr ich, dass das türkische Viertel in Brand gesteckt worden war und von den Tschetniks 1912 zerstört worden war. Der übrige, größere Teil der Stadt wurde von der griechischen und graekomanischen (griechischsprachigen, aber ethnisch nichtgriechischen) Bevölkerung verlassen, als die griechischen Truppen 1913 gemäß dem Vertrag von Bukarest Melnik verließen.“

Auf der griechischen Seite, der Küstenregion am Ägäischen Meer, und in Serbien wurde im Gegenzug eine Entbulgarisierung durchgeführt. Zuvor gab es 1906 in ganz Bulgarien Pogrome gegen Griechen (in Warna, Plowdiw, Assenowgrad, Russe, Karnobat, Ajtos, Busgas). Um 1920 siedelten über eine Million Griechen aus der Türkei im Zuge des Bevölkerungsaustausches ins entbulgarisierte griechische Südmakedonien um.
Die Befreiung von den Osmanen (Erster Balkankrieg), die die türkische Bevölkerung zur Flucht veranlasste, und die Zwangsumsiedelung der griechischen Bevölkerung (Zweiter Balkankrieg) führten zum wirtschaftlichen Untergang Melniks. Die bulgarisch-griechische Grenze war geschlossen. Damit war der Zugang zum Ägäischen Meer (von den Bulgaren als Weißes Meer bezeichnet; bulgarisch Бело море/Belo more) versperrt, das nur einhundert Kilometer Luftlinie weiter südlich lag, und somit der Handel mit der bedeutenden Stadt Thessaloniki. Andererseits waren die bulgarischen Märkte fern. So verblieben von einer Bevölkerung, die einst 25.000 Einwohner zählte, bis zum heutigen Tag weniger als dreihundert Einwohner. Und von den einst zweiundsiebzig Kirchen blieben nur ungefähr zehn erhalten.

### Bulgarien
1968 wurde Melnik zur Museumsstadt erklärt. Die Bevölkerung bestreitet heute (2009) ihren Lebensunterhalt hauptsächlich mit der Wein- und Tabakherstellung sowie dem Tourismus. Melnik war bereits seit 1346 für seinen kräftigen Wein berühmt. Auch Winston Churchill trank vorzugsweise den Rotwein aus Melnik.
Seit 1970 unternahm die damals kommunistische Regierung Bulgariens starke Anstrengungen zur historischen und archäologischen Erforschung Melniks und der gesamten Region. Melnik war fast das Zentrum und Vorzeigeobjekt der gesamten bulgarischen Archäologie. Mit der Wende (1990), und dem damit einhergehenden wirtschaftlichen Verfall des ganzen Landes, brach die gesamte Finanzierung der archäologischen Forschung weg. Die Archäologen mussten ihre Arbeit für zehn bis fünfzehn Jahre wegen fehlender Mittel fast völlig einstellen. Lediglich drei Archäologen, die sich selber um ihre Finanzierung kümmern mussten, verblieben in Melnik. Es gab nicht einmal Mittel, um Hinweistafeln für Touristen aufzustellen. Erst 2009 hat die bulgarische Regierung wieder Finanzmittel für die Arbeit der Archäologen in Melnik zur Verfügung gestellt.
Die Stadt ist seit 1997 Namensgeber für den Melnik Ridge und seit 2004 mittelbar für den Melnik Peak, einen Gebirgskamm bzw. einen Berg auf der Livingston-Insel in der Antarktis.

## Sehenswürdigkeiten
Melnik bietet eine Reihe kultureller Sehenswürdigkeiten und die bekannten Pyramiden von Melnik.
Die Stadt Melnik ist zusammen mit dem historischen Museum, dem Kordopoulos-Haus, dem Kloster Roschen Roschdestwo Bogorodiza und dem gleichnamigen benachbarten Dorf Roschen als Nummer 4 unter den 100 nationalen touristischen Objekten Bulgariens aufgelistet, die vom Bulgarischen Tourismusverband erstellt wurde.
Melnik ist der Ausgangspunkt für Wanderungen zur Berghütte Pirin und zur Berghütte Malina.

### Historisches Museum
Das Historische Museum Melnik befand sich bis vor kurzem im Paschow-Haus, das 1815 erbaut wurde. Jetzt ist es in einem neuen Gebäude untergebracht. Das Museum ist eine Außenstelle des Historischen Museums Sandanski und in der Liste der 100 nationalen touristischen Objekten Bulgariens aufgeführt. Themen sind unter anderem die Weinproduktion in der Region Melnik und das Leben – besonders der griechischen Familien – in Melnik während der Periode der Bulgarischen Wiedergeburt. Es gibt eine ethnografische Sammlung, die sich besonders auf die Region Pirin-Mazedonien konzentriert. Ausgestellt sind auch Funde aus der Steinzeit.

### Kordopoulos-Haus

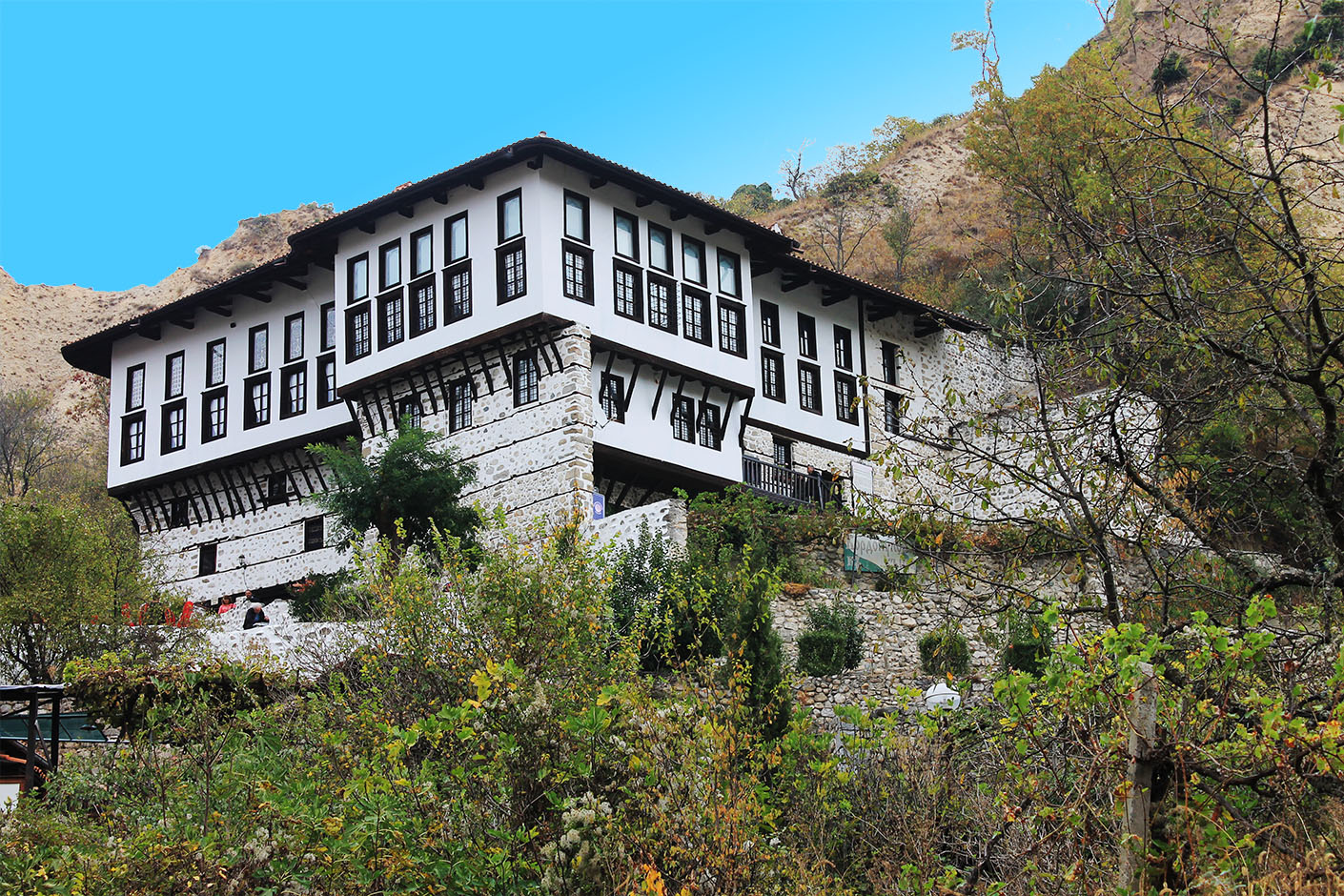
Kordopoulos-Haus

Das Kordopoulos-Haus (bulgarisch Кордопулова къща) wurde 1754 von dem wohlhabenden griechischen Händler Manolis Kordopoulos erbaut. Bei diesem Haus handelt es sich um eines der herausragenden Häuser Bulgariens im Stil der Architektur der Bulgarischen Wiedergeburt. Im Haus befindet sich eine Ausstellung in einem Weinkeller, der vom Haus aus über Tunnel in den benachbarten Berg gegraben wurde. Der Weinkeller ist der größte in Melnik. Die Weinkeller, die in den sandigen Boden der angrenzenden Hügel getrieben wurden, sind durch unterirdische Gänge direkt mit den Häusern verbunden.
Ausgestellt sind riesige Weinfässer. Zu sehen ist die Innenarchitektur des Hauses mit den Verzierungen, Wandmalereien, Schnitzereien und Glasmalereien.

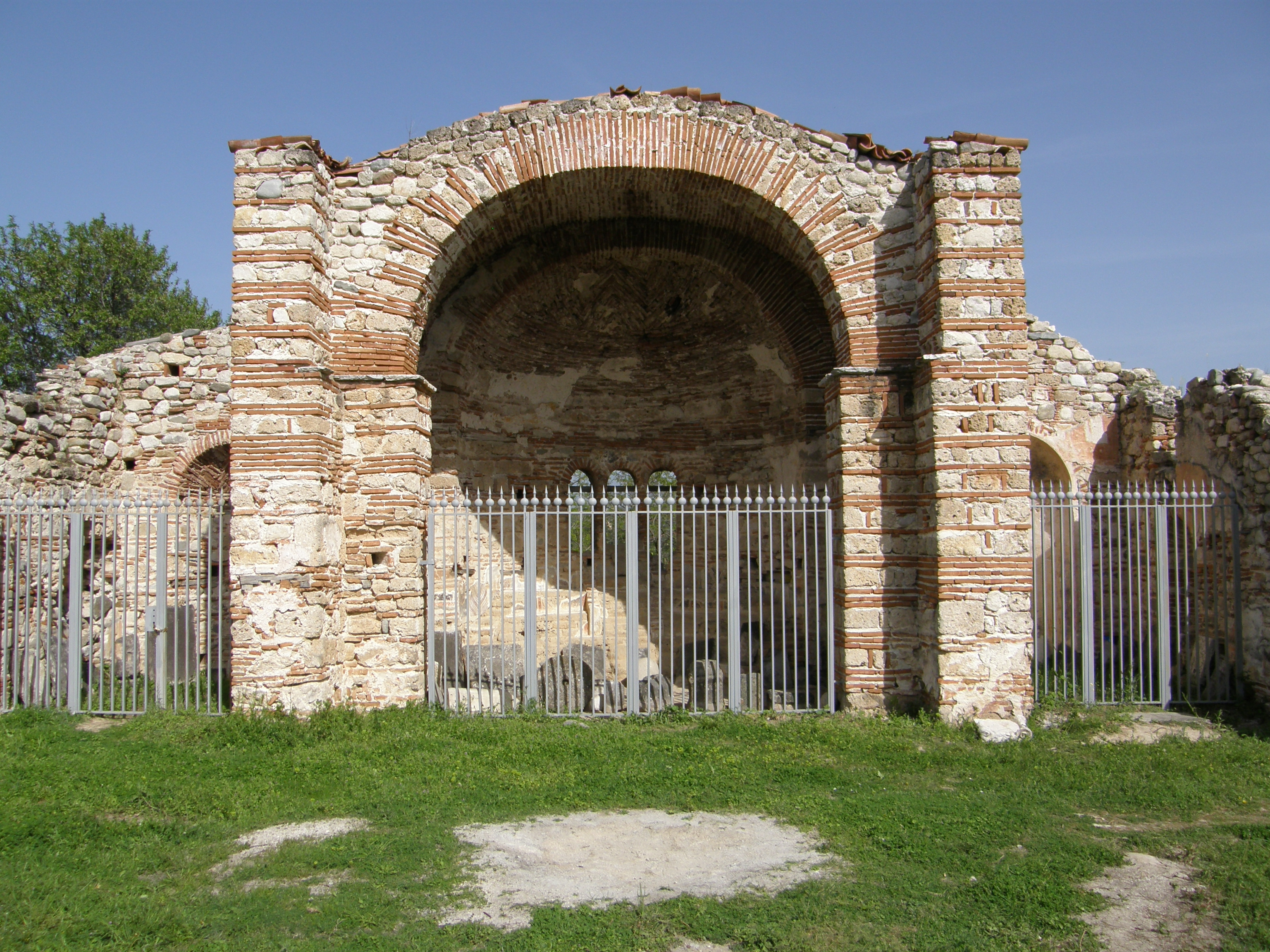
Ruine der Kirche Heiliger Nikolas

Weitere interessante Gebäude sind das Byzantinische Haus (Bojarenen-Haus), eines der ältesten erhalten gebliebenen zivilen Gebäude aus dem Mittelalter auf der Balkanhalbinsel. Es wurde wahrscheinlich im 12. oder 13. Jahrhundert als eine bulgarische Festung erbaut; weiterhin das Pascha-Haus, das von Ibrahim Bey erbaut wurde. Er war während der osmanischen Herrschaft einer der reichsten Beys der Region. Auf dem Balkan sind selbst die Gebäude in der griechischen Ruinenstadt Mystras nicht älter.

### Kirchen
Die hohe Zahl der Kirchen (über siebzig Kirchen) und Klöster, die in Melnik und der unmittelbaren Umgebung errichtet waren, war charakteristisch für das Zweite bulgarische Zarenreich. Sie besaßen oft nur die Größe von Kapellen und waren Stiftungen privater Frömmigkeit, keine Gemeindekirchen im üblichen Sinne. Jedoch findet sich eine solche Dichte nur noch in Nessebar, Assenowgrad und Tarnowo.
Zu besichtigen sind die Kirchen:
- Heiliger Nikola (erbaut im 13. Jahrhundert) (bulgarisch Свети Никола; Nikolaus von Myra)
- Heilige Petar und Pawel (Heilige Petrus und Paulus) (1840) (bulgarisch Свети Свети Петър и Павел; Petar = Simon Petrus, Pawel = Paulus von Tarsus)
- Heiliger Nikolas der Thaumaturge ?? (1756)
- Heiliger Anton ??

* Heilige Petar und Pawel
Die Kirche Heilige Petar und Pawel wurde im 13. Jahrhundert erbaut. 1840 wurde sie grunderneuert. Von 1840 stammt auch eine erhalten gebliebene Inschrift. Für Historiker ist die Kirche deshalb interessant, weil es sich um eine Metropiliten-Kirche handelte (Metropolit = Oberbischof). Die Kirche wurde um 1950 aufgegeben. Erst in den letzten Jahren wurde bei Ausgrabungen bekannt, dass sie auf den Ruinen eines Gebäudes aus dem 6. Jahrhundert steht, wahrscheinlich einer Kirche oder Kultstätte. In Melnik gab es zwei Metropoliten-Kirchen.
- Kirche Sweta Nikola Mirlikijski

Sie war die älteste christliche Kirche der Stadt und wurde während der Balkankriege 1912/1913 verwüstet. Im Südwesten der Kirche wurde ein frei stehender hoher Glockenturm errichtet. Der Glockenturm war viereckig, 4 mal 4,5 Meter, mit 1 Meter dicken Wänden, wahrscheinlich dreistöckig, oben mit einer Plattform, auf der eine offene achteckige Holzkonstruktion stand, wie ein Foto von 1900 von Pawel Miljukow zeigt. Glockentürme im Mittelalter hatten typischerweise ein Seitenverhältnis von 1:3, so dass eine Turmhöhe von 15 bis 16 Metern wahrscheinlich ist. Damit hat der Glockenturm die ganze Stadt überragt.
Die beiden Glocken (eventuell war eine Glocke für ein benachbartes Kloster bestimmt) des Glockenturms sind heute im Historischen Museum Melnik (siehe unten) ausgestellt. Sie zählen mit zu den ältesten in Europa erhalten gebliebenen Glocken. Die Glocken waren bis 1913 in Betrieb. Die Inschrift auf den Glocken ist die früheste Quelle, die Nikolaus von Myra als den Schutzpatron der Kirche nennt.
Beide Glocken sind aus Bronze gegossen. Die erste Glocke wurde aus zwei Teilen gegossen, einem oberen Teil mit dem komplizierten Aufhängungssystem und einem unteren Teil. Beide Teile wurden dann miteinander verbunden. Zur Verbesserung des Klanges hat der obere Teil der Glocke zwei dreieckige Löcher. Die zweite Glocke wurde aus einem Teil gegossen und dem Erzengel Michael gewidmet.
Die eine Glocke trägt die Inschrift: „Kupfergeschmiedete Glocke – Geschenk des Despoten Alexius, des frommen Slaw, für den heiligen Nikolaus von Myra“. In der Glockeninschrift ist der Name Slaw auf die gleiche Art geschrieben, wie auf einer Schenkungsurkunde von Alexius Slaw (bulgarisch Сигилий на деспот Алексий Слав) von 1220 an das Melnik-Kloster Sweta Bogorodica Speleotisa (bulgarisch Света Богородица Спелеотиса). Mit der Urkunde schenkte Slaw dem Kloster das Dorf Katunzi (bulgarisch Катунци) mit den Äckern, dem Eigentum und den Bewohnern.

### Ikonen
In den Ruinen des Klosters Sw. Bogorodiza Spileotissa, das auf Anweisung und mit den Mitteln von Alexius Slaw erbaut wurde, wurde die älteste Ikone von Melnik gefunden: Sw. Bogorodiza Odigitrija (bulg. Св. Богорорица Одигитрия). Diese Ikone hat üppige Silberbeschläge.
In der Kirche Sw. Nikola (bulg. Св. Никола) wird die Ikone Sw. Teodor Tiron und Sw. Teodor Stratilag (bulgarisch Св. Теодор Тирон и св. Теодор Стратилат) aufbewahrt. Auf der Ikone sind die beiden Heiligen Krieger mit zum Himmelsgewölbe erhobener Hand dargestellt. Vom Himmel strecken sich ihnen zwei Hände entgegen, die ihnen die Märtyrer-Kränze reichen. Ihre herrlich drapierte Kleidung, ihre fein modellierten Gesichter heben sich deutlich vom goldenen Hintergrund ab.

### Festung
Die mittelalterliche Slawowafestung (bulgarisch Славова крепост), die zum Kulturdenkmal von nationaler Bedeutung für Bulgarien erklärt wurde, liegt einen Kilometer südlich von Melnik, auf dem Hügel Sweti Nikola. Heute liegt sie zu einem großen Teil unter den Ruinen der Kirche Sweti Nikola. Die Festung stammt aus dem 11. Jahrhundert. Sie wurde jedoch 1215/1218 vom Despoten Aleksij Slaw umgebaut und noch stärker befestigt, weshalb sie heute seinen Namen trägt. Slawowafestung ist lediglich die bulgarische Version von Slaws Festung. Die Festung spielte eine wichtige Rolle während der Herrschaft von Assen II., als Melnik die Residenz des Bojaren Drago war. Während der Eroberung durch die Osmanen wurde die Festung zerstört. Heute ist nur ein Teil der östlichen Mauer erhalten, die an einigen Stellen bis zu zehn Meter hoch ist. Bei Ausgrabungen wurden Teile der südlichen und westlichen Mauer der Festung freigelegt, sowie Fragmente der berühmten Graffitokeramik von Melnik. Die Festung wird von einer massiven Festungsmauer mit Türmen sowie einem Graben umgeben. Die Festung hat den Grundriss eines länglichen, ungleichmäßigen Vielecks.
Wegen der starken Erosion, die auch die Erdpyramiden von Melnik geschaffen hat, sind aus der älteren Zeit der Festung (9. Jahrhundert) keine archäologisch verwertbaren Spuren erhalten geblieben.

### Roschenkloster
Das Kloster Roschen wurde im 13. Jahrhundert erbaut und ist relativ gut erhalten. Das jetzige Gebäude ist aus dem 19. Jahrhundert. Es liegt sieben Kilometer von Melnik entfernt. Von dort bietet sich ein Blick auf das Piringebirge, das Belasizagebirge und auf die Pyramiden von Melnik – pyramidenförmige Hügel, die durch Erosion des Lehmbodens entstanden sind.

## Bevölkerungsentwicklung
Die Einwohnerzahl ist für eine Stadt sehr klein und bewegt sich weiter nach unten.
| Datum      | Einwohnerzahl |
| ---------- | ------------- |
| 31.12.1934 | 522           |
| 31.12.1946 | 472           |
| 01.12.1956 | 522           |
| 01.12.1965 | 551           |
| 02.12.1975 | 417           |
| 04.12.1985 | 330           |

## Literaturgeschichte

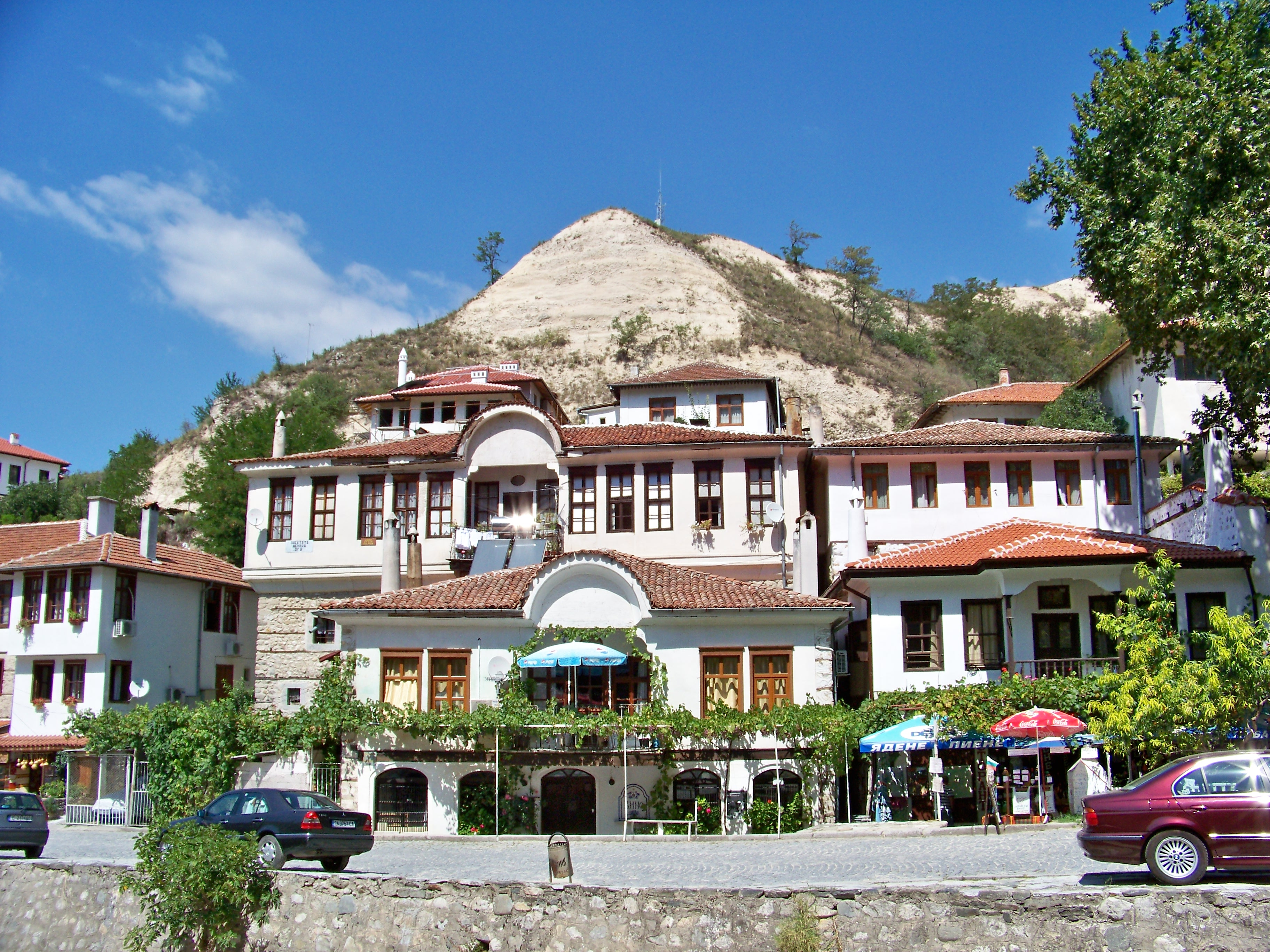
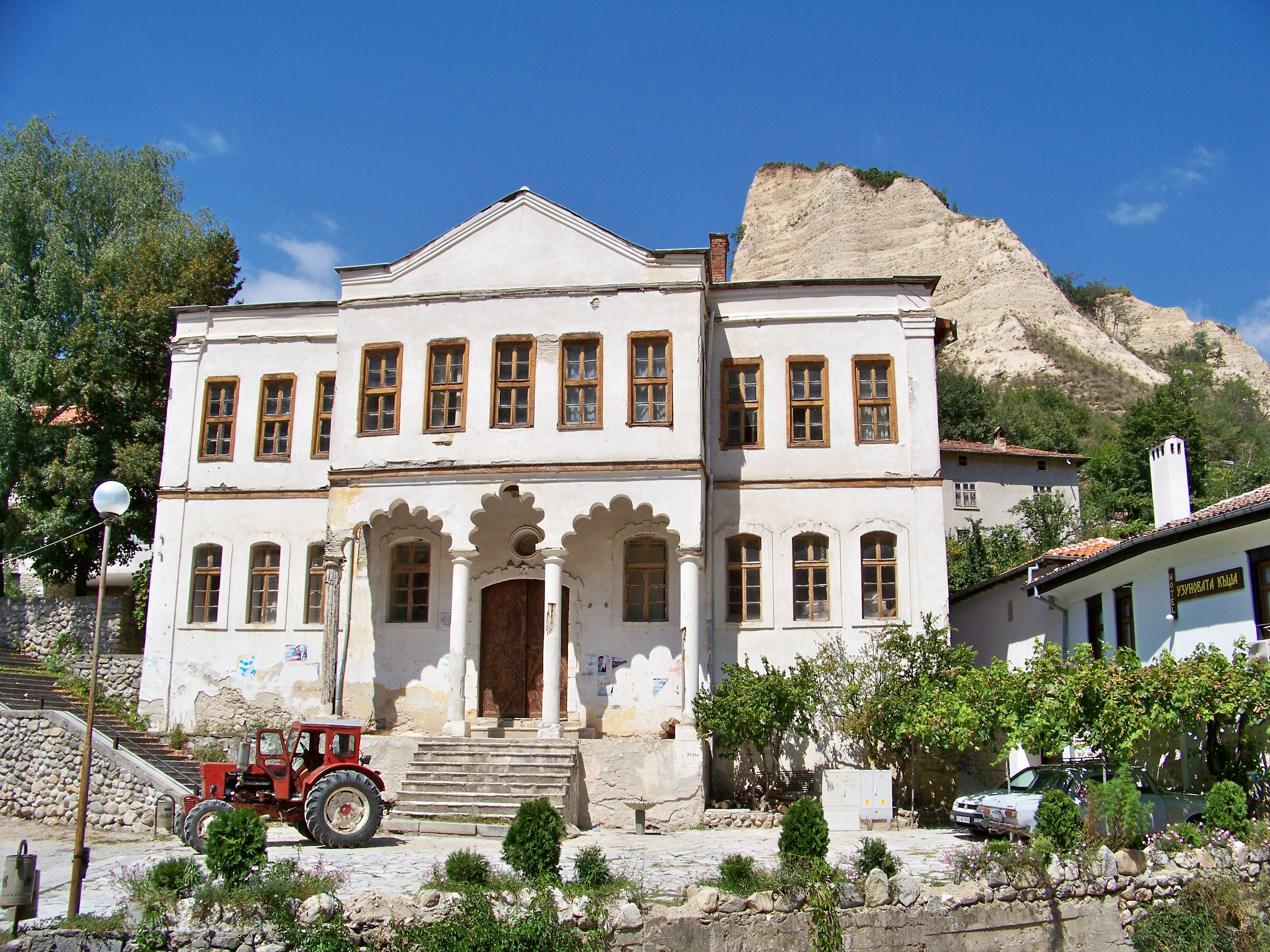
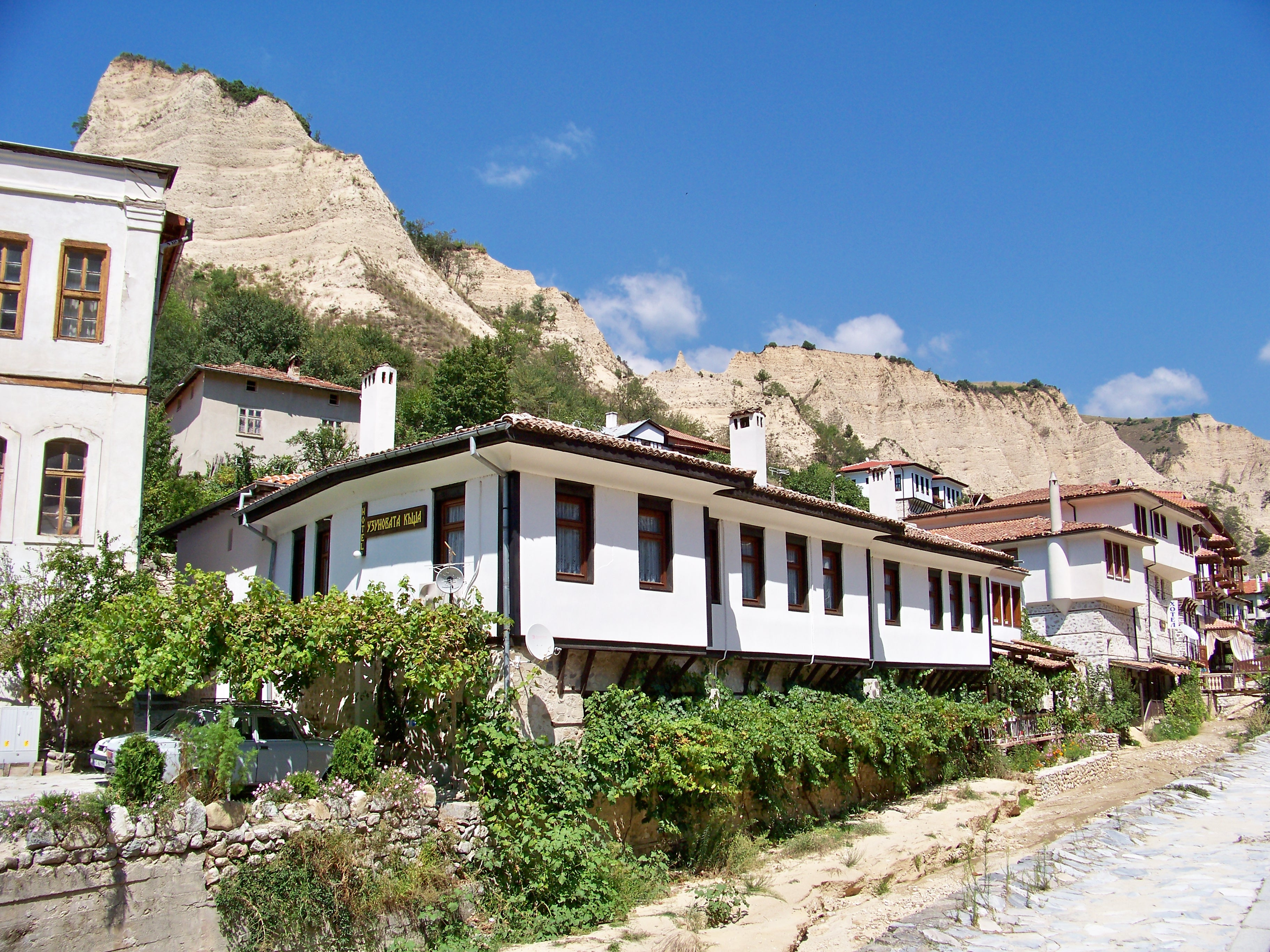
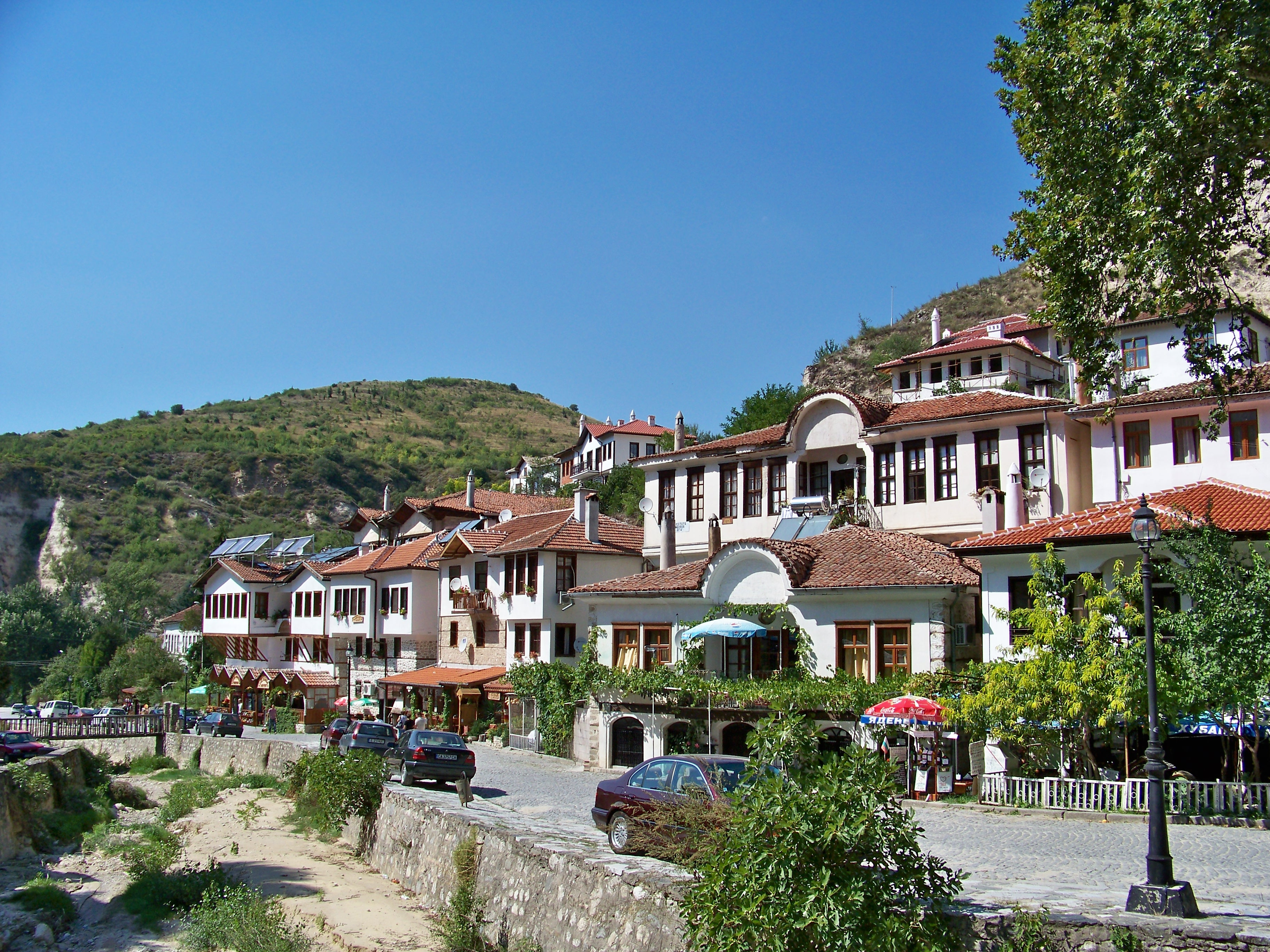